# 住吉 (徳島市)
住吉（すみよし）は、徳島県徳島市の町名。現行行政地名は住吉一丁目から住吉六丁目まで存在する。2025年1月における徳島市の調査による人口は6,923人、世帯数は3,713世帯。郵便番号は〒770-0861。

## 地理
徳島市の北東部に位置し、吉野川デルタ地帯の一角をなす。渭東地区に属する。
北は吉野川、南は住吉島川、大岡川、東は沖洲川、西は助任川に面している。
南西部に一丁目、その北に二丁目、東に三丁目が位置する。
二丁目から三丁目の北を走る都市計画道路（市道常三島沖洲線）を境にして、吉野川堤防までの地域に、西から東へ四丁目から六丁目が並ぶ。
地名の由来となった住吉神社が一丁目にある。
南部の一～三丁目は街路の狭い住宅密集地、北部の四～七丁目には住宅のほか商業施設が多く立地している。

### 河川
- 吉野川
- 助任川
- 住吉島川
- 大岡川
- 沖洲川

## 歴史
元は住吉本町一丁目から五丁目・住吉西町一丁目から二丁目・住吉北町一丁目から四丁目・住吉東町一丁目から二丁目・城東町一丁目から二丁目の各一部であり、昭和41年に現在の町名となった。
南部のー～三丁目（住吉神社周辺）にかけての区域は江戸時代には武家屋敷が立ち並び、古くから都市化の進行した地区であり、古くは住吉島と呼ばれていた。
一方、吉野川堤防に沿った北部の四～七丁目は水田や湿地の広がっていた場所で、昭和40年代以降に住宅地や商業地の整備が進められた。

## 交通

### 道路
都道府県道
- 徳島県道29号徳島環状線
- 徳島県道189号沖ノ洲埠頭線

### バス
徳島市営バス
- 住吉四丁目
- 住吉新橋
- 城東大橋

## 施設

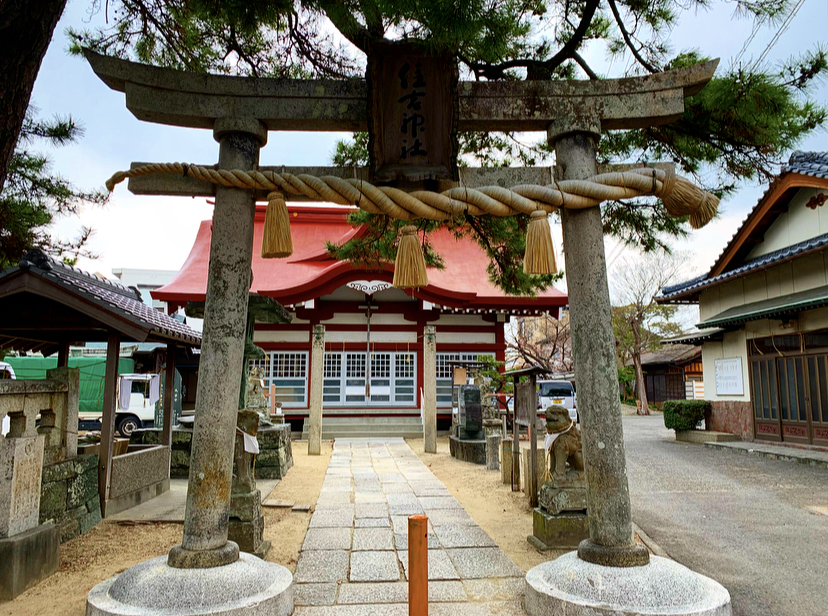
住吉神社

### 公共施設 ・金融機関
- 徳島市住吉・城東コミュニティセンター
- 阿波銀行住吉支店
- 徳島住吉郵便局
- 大岡川さくら緑地

### 商業施設
スーパー、ドラッグストア、ホームセンターは北部の4～6丁目の市道、県道沿いに集中して立地している。1、2丁目は街路の狭い住宅密集地であり、中小の商店が散在している。
なお、一部店舗では「住吉店」と称していても実際には隣接する城東町に立地しているものがある。
- 住吉センターストリート（市道常三島沖州線沿い）

パパベル、すき家、百姓市場など、約50件の商店、飲食店、スーパーマーケットが立地。
- キョーエイ住吉店（6丁目）
- ハローズ住吉店（6丁目）
- コーナン徳島住吉店（6丁目）
- ダイレックス住吉店（6丁目）
- 手芸センタードリーム徳島住吉店（6丁目）
- マクドナルド徳島住吉店（6丁目）
- とくしま生協コープ住吉（5丁目）
- ディスカウントドラッグコスモス徳島住吉店（5丁目）
- ドラッグセガミ徳島住吉店（4丁目）
- ファミリーマート住吉三丁目店（3丁目）
- テニスアリーナガーデン住吉（1丁目）

### 教育機関
- 徳島市城東小学校
- 徳島市立城東幼稚園

### 寺社
- 住吉神社（1丁目）
- 蓮花寺（1丁目）

日本の法制史上最後の切腹の行われた場所。1870年（明治3年）、庚午事変の首謀者が切腹した。

### 企業
- パパベル（4丁目）